# Straatcoaches vs Aliens
Straatcoaches vs Aliens is een Nederlandse komediefilm uit 2025 geregisseerd en mede geschreven door Michael Middelkoop. De film ging op 13 februari 2025 in première.

## Verhaal
De film volgt de boezemvrienden Amin en Mitchell die samen als straatcoaches werken in de levendige wijk Schijndrecht. Terwijl Mitchell dit makkelijke werk nog jaren zou willen doen, begint Amin hieraan te twijfelen mede omdat hij toekomstplannen heeft met zijn vriendin Steph. Alles verandert al snel als de buurt te maken krijgt met een buitenaardse invasie. De buurtbewoners veranderen hierdoor één voor één in bezeten wezens; de vrienden moeten de handen in een slaan om de buurt te redden.

## Rolverdeling
| acteur                | personage             |
| --------------------- | --------------------- |
| Daniël Kolf           | Mitchell              |
| Shahine El-Hamus      | Amin                  |
| Sinem Kavus           | Panter                |
| Oscar Aerts           | Ivo                   |
| Stephanie van Eer     | Steph                 |
| Défano Holwijn        | Rogier                |
| Jim Deddes            | Julius Weiland        |
| Loes Schnepper        | Marjolein             |
| Michiel Romeyn        | Leo Weiland           |
| Ergun Simsek          | Serkan                |
| Theo Wesselo          | Glen                  |
| Hef                   | Nero                  |
| André Dongelmans      | Richard               |
| Dien Ben El Hossaien  | Moes                  |
| Lineke Rijxman        | minister president    |
| Michiel Nooter        | minister Kelderman    |
| Thomas van Luyn       | minister Van Heemstra |
| Evgenia Brendes       | dokter Mulder         |
| Seylan Avci           | presentator           |
| Appie Mussa           | influencer            |
| Rayan Belrhazi Alaoui | jongen met capuchon   |
| Adam Khattouti        | jongen met capuchon   |

## Achtergrond
De film werd geregisseerd en mede geschreven door Michael Middelkoop, voor het schrijven van het scenario werd hij bijgestaan door Daan Bakker, Nico van den Brink en Paul de Vrijer. De muziek voor de film werd gecomponeerd door Jesper Ankarfeldt, daarbij werkte Siggy & D1ns aan de soundtrack van de film. De opnames van de film gingen in januari 2024 van start in Utrecht. Hoofdrollen in de film waren weggelegd voor onder anderen Daniël Kolf, Shahine El-Hamus, Oscar Aerts, Stephanie van Eer en Défano Holwijn.

## Release en ontvangst
Straatcoaches vs Aliens ging op 13 februari 2025 in première in de Nederlandse bioscopen. De film werd door recensenten in het algemeen positief ontvangen; zo schreef de NRC over een geslaagde nederkomedie en was De Volkskrant enthousiast over de acteurs die volgens hen de show stelen.